# Říkala, že jí trápí cosi
Říkala, že jí trápí cosi je demo album kapely Mandrage. Album vydala kapela na svůj náklad a bylo zveřejněno v roce 2005.

## Seznam skladeb
| Pořadí | Název                         | Délka |
| ------ | ----------------------------- | ----- |
| 1.     | Digitální děti                |       |
| 2.     | Realita                       |       |
| 3.     | Sluníčko                      |       |
| 4.     | Oh muchacha (quedo sueno mal) |       |
| 5.     | Růže a slavík                 |       |
| 6.     | Americkej koláč               |       |
| 7.     | Hotoví                        |       |
| 8.     | Hallo                         |       |
| 9.     | Silverain                     |       |